# Webfmt
Webfmt是一个基于AJAX技术的網上开源文件管理工具，使用GPL、LGPL和MPL协议。Webfmt和开源在线web编辑器 TinyMce、CKEditor等很容易集成在一起使用。

## 特点
- 高质量的缩略图，容易查找选择的文件
- 完整的源代码包括客户端和服务器端
- 在Mozilla Firefox 4.0+和Chrome 12.0+浏览器里，支持一次多个文件上传及拖拽上传
- 上传文件可以取消
- 不依赖第3方扩展
- 没有使用任何Flash技术
- 通过配置或参数，可以控制用户多选或单选
- 通过调用参数可以控制是否显示“确定”选择的按钮
- 开发人员可以定制接口实现
- 很容易集成web编辑器（FCKEditor,TinyMCE）
- 安全性: 上传文件会根据配置和调用参数检查，不满足限制条件的文件会被拒绝上传或被抛弃；可以配置上传文件自动重命名，也可以自定义重命名函数. 用户的文件操作都被限制在配置的路径下；可以通过Hook API过滤所有文件前置操作和后置操作

## 浏览器兼容性
Webfmt支持多种操作系统，兼容浏览器Internet Explorer7.0+, Mozilla Firefox3.5+, Safari3.5+,Google Chrome12.0+,和 Opera10.0+.

## 接口
Webfmt有简单易用的API接口提供给使用者.请参考

## 开源
- ajax file manager for website
- Webfmt （页面存档备份，存于） - webfmt Code

## 多国语言支持
- 多国语言支持请参考[3]